# Sint-Antoniuskapel (Haler)
De Sint-Antoniuskapel is een kapel in Haler in de Nederlandse gemeente Leudal. De kapel staat aan de Uffelsestraat niet ver van de Uffelse Beek en de Uffelse Molen, ten zuidoosten van het dorp.
De kapel, gewijd aan de heilige Antonius van Padua, is een gemeentelijk monument.

## Geschiedenis
In 1901 werd de kapel gebouwd uit dankbaarheid voor genezing van een familielid van de Spaanse griep.
In 1984 was de kapel in vervallen toestand en werd de Sniekstraat verbreed. De kapel werd toen afgebroken en steen voor steen verderop heropgebouwd.

## Gebouw
De bakstenen kapel is opgetrokken op een rechthoekig plattegrond en wordt gedekt door een verzonken zadeldak met pannen. Op de vier hoeken van de kapel zijn er hoekpilasters aangebracht en onder daklijst van de zijgevels een muizentand. De frontgevel en achtergevel zijn een topgevel met schouderstukken met op de top van de frontgevel een smeedijzeren kruis. In de achtergevel is een gevelsteen aangebracht met daarin de tekst Anno 1901 en de namen J. van Esser en Ant. Verstappen. De frontgevel bevat een klimmend fries met eronder een ruitvormige gevelsteen met daarin de tekst H. ANTONIUS van PADUA B.V.O. (BVO = bid voor ons). In de frontgevel bevindt zich een segmentboogvormige toegang die wordt afgesloten met een groene houten deur met daarin een opening afgesloten met witte spijlen.
Van binnen is de kapel wit gepleisterd. In de achterwand is het altaarblad geplaatst met hierop een beeld van de heilige Antonius van Padua. Het beeld toont de heilige in bruine monnikspij met tussen zijn rechterarm een lelietak (symbool voor maagdelijke reinheid) en op zijn linkerhand ligt een open boek met hierop het kindje Jezus.